# ملعب مارفين لي
ملعب مارفين لي هو ملعب متعدد الاستخدام يقع في مدينة ماكويا الترينيدادية. غالبا ما يتم استخدامه لمباريات كرة القدم. يسع الملعب لجلوس 6 آلاف متفرج. يعتبر الملعب الرسمي الذي يخوض فيه نادي جو بابليك الترينيدادي مبارياته. أصبح أول ملعب في دول البحر الكاريبي يتم تركيب حشيش صناعي بقيمة 8 ملايين دولار أمريكي بتمويل من الاتحاد الدولي لكرة القدم.